# Porta Monaita
A Porta de Monaita (em castelhano: Puerta de Monaita; em árabe: Bāb al-Unaydar ou Bib-Albunaida),[a] também conhecida como Porta da Alhacaba era uma das entradas mais antigas da cidade de Granada, no sul de Espanha, e a principal da Alcáçova Cadima (Alcazaba Cadima ou Alcáçova Antiga [Alcazaba Antigua]), situada no bairro do Albaicín.
Faz parte da muralha zírida, a ocidente da Porta de Elvira e a oriente da Porta das Pesas (Bāb al-Ziyad). Foi construída no século XI, quando a capital do emirado zírida foi transferido de Medina Elvira para Medina Garnata (nome árabe de Granada). Sofreu várias transformações durante o Reino Nacérida e durante a época cristã. Foi mencionada por al-ʿUmarī en Masālik al-Absār fī Mamālik al Amsar, Hurtado de Mendoza na obra Guerra de Granada e por Mármol Carvajal na Historia del rebelión y castigo de los moriscos e figura distintamente na Plataforma de Vico, a planta de Granada desenhada no final do século XVI por Ambrosio de Vico, com o número 47 e nome "Monaica".

Em 1931 foi declarada Monumento Histórico Artístico Nacional e foi restaurada entre 1998 e 1999.[carece de fontes?] Em 2011 encontrava-se algo abandonada e à mercê de vandalismo, nomeadamente grafitos, o que provocou protestos da população.